# Замок Мегдеберг
Замок Мегдеберг — руины средневекового замка в общине Мюльхаузен-Эинген в немецкой федеральной земле Баден-Вюртемберг.

## Географическое расположение
Замок расположен на одноимённой горе вулканического происхождения в историческом регионе Хегау на высоте 654 м над уровнем моря в окружении прочих замков и крепостей: в примерно двух километрах юго-восточнее возвышаются руины замка Хоэнкрэен, в пяти километрах на северо-запад — руины замка Хоэнхевен; в непосредственной близости находится и крупнейшее оборонительное сооружение — Крепость Хоэнтвиль.

## Исторический очерк
Укрепление на горе Мегдеберг было возведено между 1235 и 1240 годами по желанию аббатства Райхенау, по всей видимости, для защиты находившейся на вершине церкви, и с другой стороны — для отстаивания своих интересов в регионе. В записи 1240 года встречается первое письменное упоминание замка как castrum Megideberc.
С 1337 года Мегдеберг находился под управлением рода фон Деттинген, который принадлежал к министериалам аббатства. Примерно тогда же интерес к замку начали проявлять вюртембергские графы и австрийские герцоги.
В 1358 году аббат Эберхард фон Брандис (1343—1379) продал замок Габсбургам: герцогам Рудольфу IV, Фридриху III, Альбрехту III и Леопольду III. Загадочным образом, три месяца спустя о своём приобретении Мегдеберга заявили вюртембергские графы-соправители Ульрих IV и Эберхард II, которым, в конечном счёте, удалось первыми занять замок.
Двадцать лет спустя, в 1378 году в ходе обострившегося хронического конфликта правителей Вюртемберга и верхнешвабских имперских городов, Мегдеберг был разрушен констанцскими отрядами Швабского союза городов. При осаде было применено крупнокалиберное огнестрельное оружие, что считается одним из первых случаев использования пушек в Хегау.
Восстановленный в 1479 году герцогом Эберхардом Бородатым, замок сразу же принял участие в военных действиях против соседнего замка Хоэнкрэен, с владельцами которого герцог находился в ссоре.
В это же время о своих правах на Мегдеберг заявил австрийский эрцгерцог Сигизмунд, настаивавший на незаконности изначальной покупки замка вюртембергцами. Получив отказ в своих притязаниях, Сигизмунд направил к замку военный отряд силой в 3500 человек, и через 10 дней осады без боя вошёл в крепость. В 1480/1481 году вюртембергский герцог отказался от права владения Мегдебергом, и передал его Австрии.
Укреплённый в 1485 году, замок использовался с 1500 года как австрийский лен.
В 1525 году во время Крестьянской войны Мегдеберг был занят восставшими крестьянами, и после её окончания передан в 1528 году в управление роду фон Рейшах.
В Тридцатилетней войне, сильно затронувшей Хегау, замок был в 1633 году занят и разорён шведскими и вюртембергскими силами. В следующем году он был сожжён по приказу коменданта крепости Хоэнтвиль Конрада Видерхольта (одновременно с замком Хоэнкрэен), который, желая избежать возможной осады Хоэнтвиля, исповедовал тактику «выжженой земли».
В середине XVII века Мегдеберг был восстановлен в третий раз и передан роду фон Рост. Однако уже через 50 лет замок находился в таком плохом состоянии, что был покинут, и в 1710 году начался его постепенный снос.
В 1774 году владельцами замка и прилегающих земель стали графы фон Энценберг из Тироля.
В 1840 году права собственности на Мегдеберг перешли к метрессе баденского герцога Людвига, к возведённой в графское достоинство Катарине Вернер (1799—1850), графине фон Лангенштайн; и в дальнейшем в 1872 году, вместе со смертью её сына Людвига и посредством свадьбы её дочери Луизы, — к баденской ветви рода Дуглас (Дуглас-Лангенштайн), которой принадлежит и по сей день.

## Посещение
Руины замка открыты для свободного посещения, и предлагают незабываемый вид на раскинувшуюся внизу долину.